# Scrophularia obtusa
Scrophularia obtusa är en flenörtsväxtart som beskrevs av Michael Pakenham Edgeworth och Joseph Dalton Hooker. Scrophularia obtusa ingår i släktet flenörter, och familjen flenörtsväxter. Inga underarter finns listade i Catalogue of Life.